# Beaufay
Beaufay és un municipi francès situat al departament del Sarthe i a la regió de País del Loira. L'any 2007 tenia 1.317 habitants.

## Demografia

### Població
El 2007 la població de fet de Beaufay era de 1.317 persones. Hi havia 536 famílies de les quals 131 eren unipersonals (50 homes vivint sols i 81 dones vivint soles), 201 parelles sense fills, 185 parelles amb fills i 19 famílies monoparentals amb fills.
La població ha evolucionat segons el següent gràfic:
Habitants censats

### Habitatges
El 2007 hi havia 637 habitatges, 541 eren l'habitatge principal de la família, 43 eren segones residències i 53 estaven desocupats. 634 eren cases i 4 eren apartaments. Dels 541 habitatges principals, 431 estaven ocupats pels seus propietaris, 107 estaven llogats i ocupats pels llogaters i 3 estaven cedits a títol gratuït; 6 tenien una cambra, 27 en tenien dues, 114 en tenien tres, 137 en tenien quatre i 257 en tenien cinc o més. 458 habitatges disposaven pel capbaix d'una plaça de pàrquing. A 212 habitatges hi havia un automòbil i a 270 n'hi havia dos o més.

### Piràmide de població
La piràmide de població per edats i sexe el 2009 era:
| Homes | Edats   | Dones |
| ----- | ------- | ----- |
| 0     | 95 o +  | 4     |
| 4     | 90 a 94 | 4     |
| 8     | 85 a 89 | 20    |
| 20    | 80 a 84 | 12    |
| 12    | 75 a 79 | 28    |
| 44    | 70 a 74 | 36    |
| 28    | 65 a 69 | 40    |
| 44    | 60 a 64 | 32    |
| 12    | 55 a 59 | 28    |
| 48    | 50 a 54 | 40    |
| 28    | 45 a 49 | 20    |
| 44    | 40 a 44 | 60    |
| 60    | 35 a 39 | 32    |
| 28    | 30 a 34 | 28    |
| 32    | 25 a 29 | 24    |
| 28    | 20 a 24 | 24    |
| 24    | 15 a 19 | 24    |
| 52    | 10 a 14 | 16    |
| 24    | 5 a 9   | 44    |
| 28    | 0 a 4   | 20    |

## Economia
El 2007 la població en edat de treballar era de 774 persones, 574 eren actives i 200 eren inactives. De les 574 persones actives 545 estaven ocupades (302 homes i 243 dones) i 30 estaven aturades (11 homes i 19 dones). De les 200 persones inactives 90 estaven jubilades, 56 estaven estudiant i 54 estaven classificades com a «altres inactius».

### Ingressos
El 2009 a Beaufay hi havia 575 unitats fiscals que integraven 1.401 persones, la mediana anual d'ingressos fiscals per persona era de 16.868 €.

### Activitats econòmiques
Dels 38 establiments que hi havia el 2007, 2 eren d'empreses alimentàries, 2 d'empreses de fabricació de material elèctric, 2 d'empreses de fabricació d'altres productes industrials, 14 d'empreses de construcció, 6 d'empreses de comerç i reparació d'automòbils, 1 d'una empresa d'hostatgeria i restauració, 1 d'una empresa financera, 1 d'una empresa immobiliària, 4 d'empreses de serveis, 2 d'entitats de l'administració pública i 3 d'empreses classificades com a «altres activitats de serveis».
Dels 15 establiments de servei als particulars que hi havia el 2009, 1 era una oficina bancària, 1 taller de reparació d'automòbils i de material agrícola, 4 paletes, 2 guixaires pintors, 3 fusteries, 1 lampisteria, 1 electricista, 1 perruqueria i 1 agència immobiliària.
Dels 4 establiments comercials que hi havia el 2009, 1 era una botiga de menys de 120 m², 2 fleques i 1 una carnisseria.
L'any 2000 a Beaufay hi havia 37 explotacions agrícoles que ocupaven un total de 1.660 hectàrees.

## Equipaments sanitaris i escolars
L'únic equipament sanitari que hi havia el 2009 era una farmàcia.
El 2009 hi havia una escola elemental.

## Poblacions més properes
El següent diagrama mostra les poblacions més properes.